# Kaveh
É uma personagem mística do antigo Império Persa que efetuou uma revolta popular dos Persas (Iraniano) contra um horrível rei, Dahaka. A sua história é contada no poema épico do século X intitulado Shahnamah poète Ferdowsi.
É o único personagem místico que se opõe a uma resistência da potência que reina o Irã. Após ter perdido 17 dos seus filhos para as serpentes de Dahaka, rebela-se contra este rei que reina sobre o Irã. Reúne o povo para inverter a situação e caçar o milenar Rei tirano. O seu combate é simbolizado por Derafsh Kaviani, que é uma lança ornada do seu avental (uma banda de couro).